# Tiago Jorge Honório
Tiago Jorge Honório (sinh ngày 4 tháng 12 năm 1977) là một cầu thủ bóng đá người Brasil.

## Sự nghiệp câu lạc bộ
Tiago Jorge Honório đã từng chơi cho Sanfrecce Hiroshima và Fagiano Okayama.

## Thống kê câu lạc bộ

### J.League
| Đội                 | Năm       | J.League | J.League | J.League Cup | J.League Cup | Tổng cộng | Tổng cộng |
| Đội                 | Năm       | Trận     | Bàn      | Trận         | Bàn          | Trận      | Bàn       |
| ------------------- | --------- | -------- | -------- | ------------ | ------------ | --------- | --------- |
| Sanfrecce Hiroshima | 2004      | 10       | 2        | 3            | 1            | 13        | 3         |
| Fagiano Okayama     | 2011      | 26       | 8        | -            | -            | 26        | 8         |
| Fagiano Okayama     | 2012      | 20       | 1        | -            | -            | 20        | 1         |
| Tổng cộng           | Tổng cộng | 56       | 11       | 3            | 1            | 59        | 12        |